# Sinón

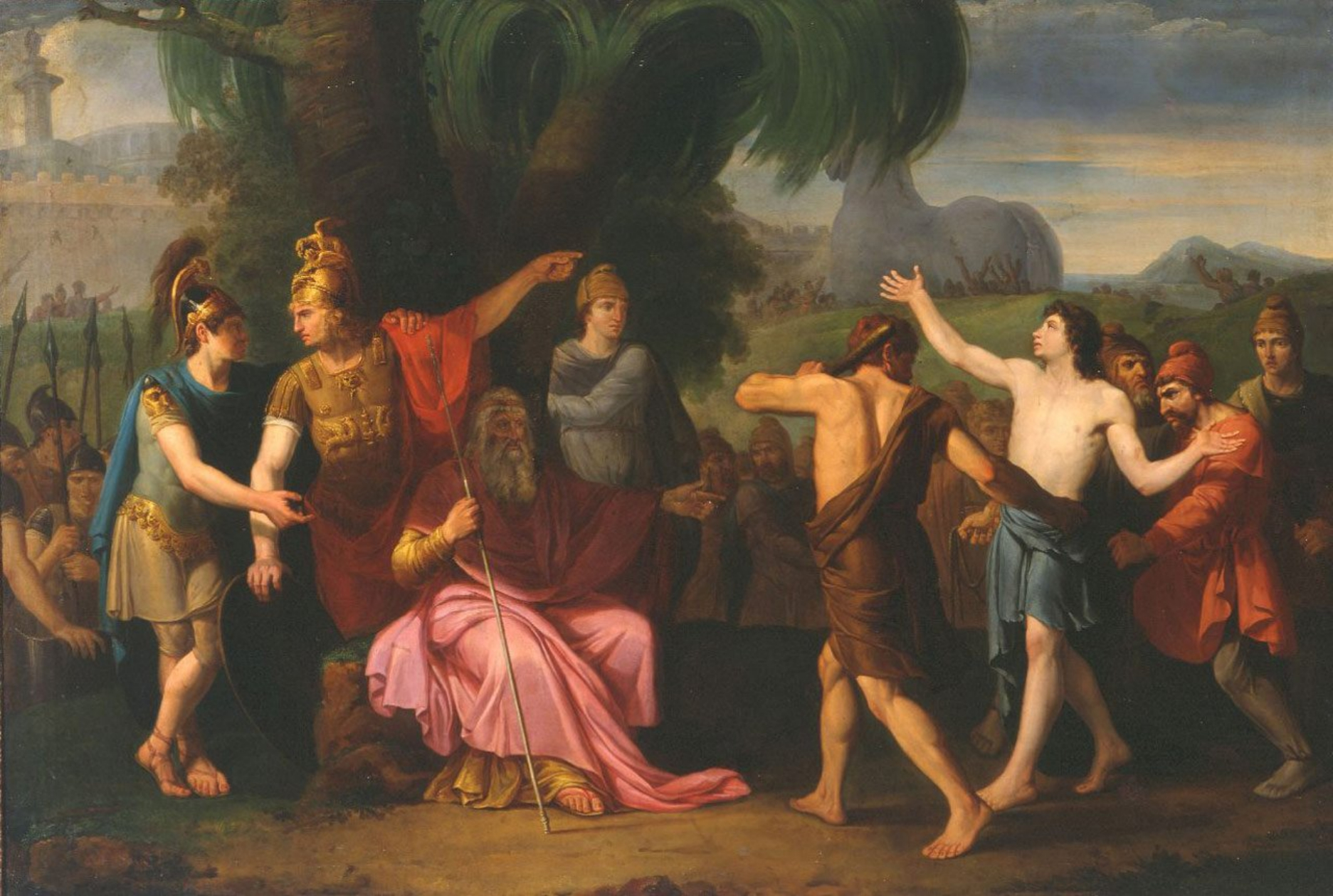
Pieter Goddyn - Řek Sinón stojící před Priamem

Sinón (latinsky Sinon) je v řecké mytologii achájský voják, který přesvědčil Trójany, aby vtáhli dřevěného koně za hradby a tím město přivedli ke zkáze.
Odysseovým plánům na dobytí města válečnou lstí vyhovoval Sinón, protože byl stejně odvážný jako chytrý. Když odplulo řecké loďstvo do úkrytu, tábor vojska byl zbořen a zapálen a na pláni před městem zůstal jenom obrovský dřevěný kůň, dílo tesařského mistra Epeia. Trójané viděli prázdné pobřeží a zaradovali se, vyhrnuli se ven a obhlíželi koně. Když kdosi navrhoval, aby ho rozbili a spálili, přivolal na sebe pozornost Sinón a vyprávěl, že ho Řekové před svým odplutím obětovali pro dobro své cesty domů, že jim ale uprchl. A že kůň je darem bohyni Athéně, jako omluva za ukradenou její sochu z města. Trójané samozřejmě dar Athéně chtěli vtáhnout do města, ukázalo se ale, že je až příliš velký, protože ani jednou bránou ho nelze provézt.
Věštkyně Kassandra nahlas varovala, že v koni jsou ukryti ozbrojení bojovníci, jako vždy jí nikdo nevěřil. Věštec Láokoón nabádal, aby od Danaů nepřijímali nic, i když jsou to dary - odtud rčení Danajský dar. Ale to také nikdo nechtěl slyšet. Navíc bohové seslali na Láokoóna dva velké jedovaté hady, ti zardousili jeho i jeho dva syny. To Trójanům připadalo jako znamení přízně bohů. Navíc Sinón jejich důvěru stále něčím novým posiloval.
Kůň byl vtažen za městské hradby, i když kvůli tomu musely být pobořeny. Muži uvnitř seděli v tichosti a v obavách. Trójané slavili konec války a když postupně město utichalo, řečtí bojovníci vyskákali z koně, pobili nejbližší stráže, otevřeli brány a dali znamení k útoku zvenčí. Když Řekové vtrhli dovnitř, následovalo už jenom zuřivé vraždění a vypalování všeho uvnitř hradeb. Muži z královského Priamova rodu byli pobiti včetně nemluvňat, ženy vzaty do otroctví, palác a budovy vypáleny.
Ráno druhého dne byla zkáza Tróje dokonána. Trojská válka skončila.